# Pla de l'Estany
El Pla de l'Estany es una comarca española situada en la provincia de Gerona, comunidad autónoma de Cataluña.
Fue creada en 1988 por referéndum, con capital Bañolas. Anteriormente formaba parte de la comarca del Gironés.

## Geografía

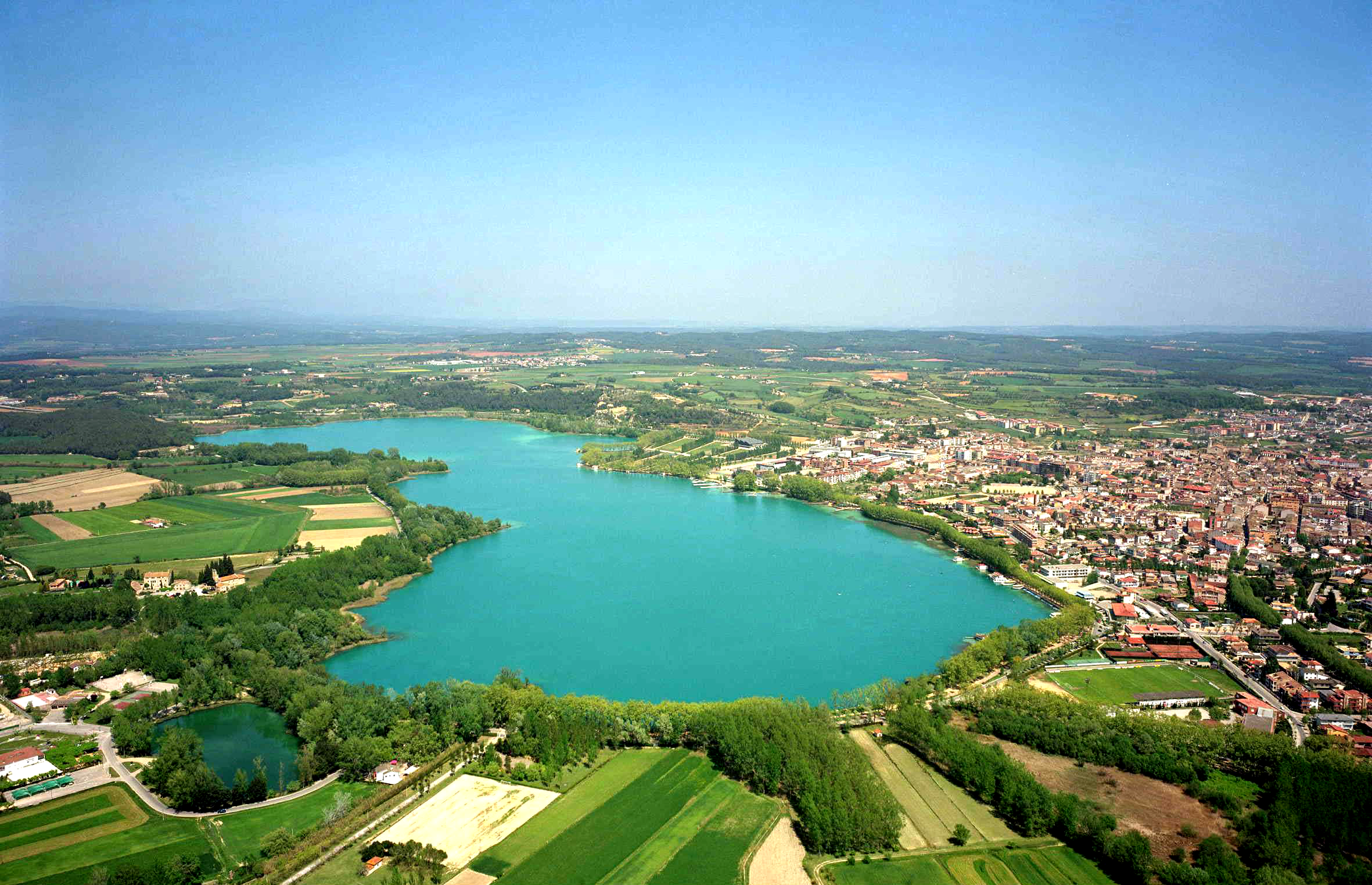
Lago de Bañolas.

Es uno de los entornos naturales más privilegiados y diversos de Cataluña. Su singularidad está claramente ligada al agua. El sistema lacustre, formado por un conjunto de lagunas, y presidido por el lago de Bañolas, es su seña de identidad.
El entorno natural del Pla de l'Estany también destaca por la diversidad y por la riqueza de la flora y de la fauna. Existe una gran variedad de aves, especialmente alrededor del lago, donde anualmente hibernan más de cien especies diferentes: garzas, patos de cuello verde, varios tipos de gaviotas, aves rapaces, etc. En el Clot de Espolla, uno de los estanques intermitentes, encontramos una especie de crustáceo primitivo muy singular: el triops crancriformis. En cuanto a la vegetación, predomina el pino y la encina, seguido del roble y el fresno, aunque también podemos encontrar el sauce, el aliso, el fresno y el chopo.

### Clima
El clima del Pla de l'Estany es mediterráneo de tipo prelitoral norte. Es una comarca lluviosa, con valores medios anuales que aumentan progresivamente de los 700 mm a 900 mm a medida que nos aproximamos a La Garrocha. Las estaciones lluviosas son las equinocciales, mientras que la estación seca es el invierno en la banda más cercana a La Garrocha y el verano en el sector más oriental. De hecho, los veranos son calurosos, con medias de unos 23 °C a 24 °C, y los inviernos fríos, en torno a los 7 °C, comportando una amplitud térmica anual moderada. No suele helar entre mayo y octubre.

## Patrimonio
El paso del tiempo ha dejado en la comarca un legado histórico y cultural destacable. El parque de las cuevas prehistóricas de Seriñá, el parque neolítico de la Draga, en Bañolas, y la villa romana de Vilauba, en Camós, son yacimientos arqueológicos de gran importancia, que ayudan a entender la vida de los primeros pobladores de este territorio.
Tampoco podemos olvidar la presencia del románico, representado en casi sesenta iglesias y ermitas, así como en castillos, casas fuertes y masías de gran valor arquitectónico e histórico. Pueden encontrarse en cualquiera de los once municipios de la comarca.

## Gastronomía
La comarca presenta una gran diversidad en cuanto a ferias, fiestas y eventos de carácter gastronómico. En ella es importante la producción de chocolate. Vale la pena destacar la Feria de Sant Martirià en Bañolas, la Feria de la Miel de Crespiá o el Baile del Cornudo en Cornellá del Terri.

## Municipios
| Municipio                                           | Población (2021) | Municipio                 | Población (2021) |
| --------------------------------------------------- | ---------------- | ------------------------- | ---------------- |
| Bañolas (Banyoles)                                  | 20168            | Camós                     | 711              |
| Cornellá del Terri (Cornellà del Terri)             | 2422             | Crespiá (Crespià)         | 270              |
| Esponellá (Esponellà)                               | 469              | Fontcuberta (Fontcoberta) | 1468             |
| Palol de Rebardit (Palol de Revardit)               | 446              | Porqueras (Porqueres)     | 4071             |
| San Miguel de Campomajor (Sant Miquel de Campmajor) | 243              | Seriñá (Serinyà)          | 1143             |
| Vilademuls                                          | 835              |                           |                  |